# Dolní Jadruž
Dolní Jadruž, také Dolní Jadruže (německy Untergodrisch) je malá vesnice, část obce Chodský Újezd v okrese Tachov v Plzeňském kraji. Nachází se asi čtyři kilometry východně od Chodského Újezdu. Dolní Jadruž je také název katastrálního území o rozloze 8,99 km².

## Historie
První písemná zmínka o vesnici pochází z roku 1379. V letech 1938 až 1945 byla ves (v důsledku uzavření Mnichovské dohody) přičleněna k nacistickému Německu.
Při sčítání lidu v letech 1850–1979 byl Dolní Jadruž samostatnou obcí, se kterým patřil nejprve do okresu Planá, ale v roce 1950 v okrese Mariánské Lázně a v letech 1961 až 1979 v okrese Tachov. Od 1. ledna 1980 je částí obce Chodský Újezd v okrese Tachov.

## Obyvatelstvo
| Rok            | 1869 | 1880 | 1890 | 1900 | 1910 | 1921 | 1930 | 1950 | 1961 | 1970 | 1980 | 1991 | 2001 | 2011 | 2021 |
| -------------- | ---- | ---- | ---- | ---- | ---- | ---- | ---- | ---- | ---- | ---- | ---- | ---- | ---- | ---- | ---- |
| Počet obyvatel | 326  | 393  | 407  | 353  | 381  | 351  | 320  | 133  | 102  | 100  | 87   | 64   | 55   | 50   | 57   |
| Počet domů     | 46   | 52   | 57   | 59   | 57   | 56   | 57   | 44   | 25   | 24   | 25   | 28   | 27   | 29   | 31   |